# Copa Kirin 1985
A Copa Kirin 1985 foi a oitava edição da Copa Kirin, disputada em maio e junho de 1985, no Japão, por três seleções nacionais, a da Malásia, Japão e Uruguai, e três clubes, West Ham, Yomiuri e Santos, que sagrou-se campeão de forma invicta.

## Equipes Participantes
- Santos
- West Ham
- Yomiuri
- Seleção Japonesa
- Seleção Malaia (Sub-23)
- Seleção Uruguai

## Partidas

### Primeira Fase[3]
26/05 –  Seleção Japonesa 1 x 4  Seleção Uruguai

26/05 –  Yomiuri 5 x 0  Seleção Malaia
| 26 de maio de 1985 | Santos Futebol Clube             | 2 - 1 | West Ham   | Estádio Shimizu, Shimizu |
|                    | 13' Mário Sérgio · 34' Zé Sérgio |       | 57' Goddar | Público: 14,000          |

28/05 –  Seleção Japonesa 2 x 2  West Ham

28/05 –  Seleção Uruguai 4 x 3  Yomiuri
| 28 de maio de 1985 | Santos Futebol Clube                                   | 8 - 1 | Seleção Malaia de Futebol | Estádio Okayama, Okayama |
|                    | Mirandinha · Lima · Mario Sergio · Gersinho · Humberto |       |                           | Público: 10,000          |

30/05 –  Seleção Japonesa 0 x 1  Yomiuri

30/05 –  West Ham 8 x 2  Seleção Malaia
| 30 de maio de 1985 | Santos Futebol Clube | 1 - 1 | Seleção Uruguaia de Futebol | Estádio Hiroshima, Hiroshima |
|                    | 61' Davi             |       | 22' Aguilera                | Público: 15,000              |

02/06 –  Seleção Uruguai 6 x 0  Seleção Malaia

02/06 –  Yomiuri 0 x 0  West Ham
| 2 de junho de 1985 | Seleção Japonesa de Futebol | 1 - 4 | Santos Futebol Clube                              | Estádio de Kobe, Kobe |
|                    | 85' Hiromihara              |       | 16' 37' Zé Sérgio · 66' Gersinho · 74' Mirandinha | Público: 20,000       |

04/06 –  Seleção Japonesa 3 x 0  Seleção Malaia

04/06 –  West Ham 1 x 1  Seleção Uruguai
| 4 de junho de 1985 | Yomiuri Nippon | 0 - 4 | Santos Futebol Clube         | Estádio Mitsuzawa, Yokohama |
|                    |                |       | Mirandinha · Gersinho · Davi |                             |

#### Classificação Final
| Equipe           | Pts | J | V | E | D | GP | GC | Dif |
| ---------------- | --- | - | - | - | - | -- | -- | --- |
| Santos           | 9   | 5 | 4 | 1 | 0 | 19 | 4  | +15 |
| Seleção Uruguai  | 8   | 5 | 3 | 2 | 0 | 16 | 6  | +10 |
| West Ham         | 5   | 5 | 1 | 3 | 1 | 13 | 7  | +6  |
| Yomiuri          | 5   | 5 | 2 | 1 | 2 | 9  | 8  | +1  |
| Seleção Japonesa | 3   | 5 | 1 | 1 | 3 | 7  | 11 | -4  |
| Seleção Malaia   | 0   | 5 | 0 | 0 | 5 | 3  | 31 | -28 |

### Final[2][4][5]
| 6 de junho | Santos Futebol Clube                   | 4 - 2 | Seleção Uruguaia de Futebol | Estádio Nacional, Tóquio               |
|            | 22' 89' Zé Sérgio · 40' 50' Mirandinha |       | 14' Aguilera · 80' Carrasco | Público: 35,000 Árbitro: Shizuo Takada |

- Santos: Rodolfo Rodriguez; Paulo Roberto, Davi (Fernando), Toninho Carlos e Jaime Bôni; Serginho Carioca, Mário Sérgio e Humberto (Formiga); Gersinho, Mirandinha e Zé Sérgio - Tec. Castilho
- Seleção Uruguai: Gualberto Velichco; Nestor Montelongo, José Luis Russo, Acevedo e César Pereira; Yeladin, Walter Barrios e Carrasco; Aguilera, Da Silva e Cabrera (Alzucaray) - Tec. Omar Borrás

| Copa Kirin 1985      |
| -------------------- |
| SantosCampeãoInvicto |